# Baranowicze (Grodno)
Baranowicze (biał. Баранавічы) – dzielnica Grodna na Białorusi, do 2008 roku oddzielna wieś w obwodzie grodzieńskim, w rejonie grodzieńskim w sielsowiecie Podłabienie.
24 kwietnia 2008 Baranowicze zostały włączone w granice Grodna, stanowią najbardziej wysuniętą na zachód część miasta.
W latach 1921–1939 Baranowicze należały do gminy Łabno.
Znajduje się tam cerkiew na cześć Augustowskiej Ikony Matki Bożej.